# Lixy
Lixy és un municipi francès, situat al departament del Yonne i a la regió de Borgonya - Franc Comtat. L'any 2007 tenia 443 habitants.

## Demografia

### Població
El 2007 la població de fet de Lixy era de 443 persones. Hi havia 168 famílies, de les quals 40 eren unipersonals (16 homes vivint sols i 24 dones vivint soles), 56 parelles sense fills, 56 parelles amb fills i 16 famílies monoparentals amb fills.
La població ha evolucionat segons el següent gràfic:
Habitants censats

### Habitatges
El 2007 hi havia 214 habitatges, 164 eren l'habitatge principal de la família, 33 eren segones residències i 17 estaven desocupats. Tots els 214 habitatges eren cases. Dels 164 habitatges principals, 154 estaven ocupats pels seus propietaris, 8 estaven llogats i ocupats pels llogaters i 2 estaven cedits a títol gratuït; 1 tenia una cambra, 12 en tenien dues, 26 en tenien tres, 36 en tenien quatre i 89 en tenien cinc o més. 128 habitatges disposaven pel capbaix d'una plaça de pàrquing. A 58 habitatges hi havia un automòbil i a 100 n'hi havia dos o més.

### Piràmide de població
La piràmide de població per edats i sexe el 2009 era:
| Homes | Edats   | Dones |
| ----- | ------- | ----- |
| 0     | 95 o +  | 0     |
| 0     | 90 a 94 | 4     |
| 0     | 85 a 89 | 0     |
| 0     | 80 a 84 | 0     |
| 4     | 75 a 79 | 0     |
| 4     | 70 a 74 | 8     |
| 4     | 65 a 69 | 20    |
| 16    | 60 a 64 | 4     |
| 0     | 55 a 59 | 12    |
| 4     | 50 a 54 | 8     |
| 16    | 45 a 49 | 12    |
| 36    | 40 a 44 | 16    |
| 24    | 35 a 39 | 16    |
| 12    | 30 a 34 | 0     |
| 0     | 25 a 29 | 12    |
| 12    | 20 a 24 | 4     |
| 0     | 15 a 19 | 12    |
| 20    | 10 a 14 | 16    |
| 4     | 5 a 9   | 4     |
| 4     | 0 a 4   | 8     |

## Economia
El 2007 la població en edat de treballar era de 301 persones, 205 eren actives i 96 eren inactives. De les 205 persones actives 190 estaven ocupades (103 homes i 87 dones) i 15 estaven aturades (6 homes i 9 dones). De les 96 persones inactives 31 estaven jubilades, 16 estaven estudiant i 49 estaven classificades com a «altres inactius».

### Ingressos
El 2009 a Lixy hi havia 171 unitats fiscals que integraven 440 persones, la mediana anual d'ingressos fiscals per persona era de 19.046 €.

### Activitats econòmiques
Dels 13 establiments que hi havia el 2007, 1 era d'una empresa alimentària, 1 d'una empresa de fabricació d'altres productes industrials, 3 d'empreses de construcció, 2 d'empreses de comerç i reparació d'automòbils, 1 d'una empresa d'hostatgeria i restauració, 2 d'empreses de serveis i 3 d'empreses classificades com a «altres activitats de serveis».
Dels 4 establiments de servei als particulars que hi havia el 2009, 2 eren paletes, 1 electricista i 1 restaurant.
L'any 2000 a Lixy hi havia 8 explotacions agrícoles.

## Equipaments sanitaris i escolars
El 2009 hi havia una escola elemental integrada dins d'un grup escolar amb les comunes properes formant una escola dispersa.

## Poblacions més properes
El següent diagrama mostra les poblacions més properes.